# Česká Ves
Česká Ves település Csehországban, a Jeseníki járásban. Česká Ves Písečná, Lipová-lázně, Vápenná, Stará Červená Voda, Mikulovice, Jeseník és Supíkovice településekkel határos. Lakosainak száma 2336 fő (2024. január 1.).

## Népesség
A település lakosságának változását az alábbi diagram mutatja:
| Lakosok száma | 2170 | 2297 | 2560 | 1511 | 1972 | 2485 | 2392 | 2416 | 2397 | 2336 |
|               | 1869 | 1890 | 1921 | 1950 | 1980 | 2001 | 2017 | 2019 | 2022 | 2024 |